# The Roots
The Roots je americká hip hop / neo soulová skupina z Philadelphie. Vznikla roku 1987, když ji založili rapper Tariq „Black Thought“ Trotter a bubeník a hudební producent Ahmir „Questlove“ Thompson. Skupina je proslulá díky své alternativní tvorbě v žánru hip hopu, a používání živých hudebních nástrojů. Jako první se přidal rapper Malik B. a roku 1992 i kytaristé Josh „Rubberband“ Abrams a Leonard „Hub“ Hubbard, tak vznikla původní skupina The Square Roots. Skupina byla již čtyřikrát oceněna cenou Grammy.
Mezi lety 2009 a 2014 skupina působila jako house band v americkém pořadu TV stanice NBC Late Night with Jimmy Fallon, od roku 2014 působí v pořadu The Tonight Show Starring Jimmy Fallon.

## Stručná historie

### Počátky a DGC (1987-1997)
Skupinu založili rapper Tariq „Black Thought“ Trotter a bubeník Ahmir „Questlove“ Thompson v roce 1987 ve Philadeplphii. Ve stejném roce se přidal rapper Malik „Malik B.“ Basit. Roku 1992 se skupina, říkající si z počátku The Square Roots, rozšířila o baskytaristy Joshe „Rubberband“ Abramse a Leonarda „Hub“ Hubbarda. Rubberband však brzy ze skupiny odešel. Roku 1993 se přidali Kenyatta „Kid Crumbs“ Warren a Scott Storch. V tomto složení vydali nezávislé album Organix, které zaznamenalo jen lokální úspěch. Také vedlo k zisku smlouvy u DGC Records, kde v sestavě oslabené o Kid Crumbs, ale posílené o klávesáka Jamese „Kamal Gray“ Graye, rappera Karla „Dice Raw“ Jenkinse a beatboxera Rahzela Browna, roku 1995 vydali své první studiové album nazvané Do You Want More?!!!??!. O rok později následovalo album Illadelph Halflife, které vydali již bez Scotta Storcha, který se vydal na sólovou dráhu hudebního producenta.

### Zlatá éra – MCA Records (1998-2002)
Roku 1999 u MCA Records vydali své nejúspěšnější album Things Fall Apart. To debutovalo na čtvrté příčce žebříčku Billboard 200 a roku 2013 získalo certifikaci platinová deska od společnosti RIAA za jeden milion prodaných kusů v USA. Z alba pochází i úspěšný singl „You Got Me“, za který získali svou první cenu Grammy. Po vydání alba skupinu opustil dlouholetý člen Malik B. Roku 2000 se přidal kytarista Ben Kenney. O rok později odešli Dice Raw a Rahzel. Naopak byl přijat F. Knuckles, hráč na perkuse. V této sestavě v roce 2002 vydali album Phrenology, které v podstatě zopakovalo úspěch alba předchozího, i když debutovalo na 28. příčce a získalo certifikaci zlatá deska.

### The Tipping Point (2003-2005)
Rok 2003 byl ve znamení odchodu Scratche a Bena Kenneyho, kterého nahradil kytarista Kirk „Captain Kirk“ Douglas. Se skupinou tehdy úzce spolupracoval i vokalista Martin Luther McCoy. Po odchodu od MCA Records skupina získala smlouvu u Geffen Records. Tam vydali album The Tipping Point, které se vrátilo do Top 10 žebříčku Billboard 200, ale v prodeji značně oslabilo. Tím pro skupinu zkušenost s Geffen Records skončila.

### Def Jam éra (2006- nyní)
V roce 2007 skupinu opustil její dlouholetý baskytarista Leonard Hubbard, kterého nahradil Owen Biddle. Se suzafonem se připojil Damon „Tuba Gooding Jr.“ Bryson. Owen Biddle ze skupiny odešel roku 2011, kdy byl nahrazen Markem Kelleyem. Při různých speciálních příležitostech se skupinou hraje klávesák (a známý textař) James Poyser.
U Def Jam Recordings vydali celkem čtyři sólo studiová alba Game Theory (2006), Rising Down (2008), How I Got Over (2010) a Undun (2011), všechna alba se umístila v top desítce (mimo Undun), ale komerčně nezabodovala. Roku 2010 také skupina spolupracovala se zpěvákem Johnem Legendem na albu Wake Up!. To se umístilo na 8. příčce Billboard 200 a zaznamenalo sto tisícový prodej v USA. Za toto album skupina získala tři ceny Grammy.

## Členové skupiny
| 1987–1991 | 1992 | 1993 | 1994 | 1995 | 1996-1999 |  |
| --- | --- | --- | --- | --- | --- |  |
| - Black Thought – rap - Questlove – bicí - Malik B. – rap                                                                                    | - Black Thought – rap - Questlove – bicí - Malik B. – rap - Hub – baskytara - Rubberband – baskytara                                                | - Black Thought – rap - Questlove – bicí - Malik B. – rap - Hub – baskytara - Kid Crumbs – rap - Scott Storch – klávesy                                    | - Black Thought – rap - Questlove – bicí - Malik B. – rap - Hub – baskytara - Kamal Gray – klávesy - Scott Storch – klávesy                                            | - Black Thought – rap - Questlove – bicí - Malik B. – rap - Hub – baskytara - Kamal Gray – klávesy - Scott Storch – klávesy - Dice Raw – rap - Rahzel – beatbox        | - Black Thought – rap - Questlove – bicí - Malik B. – rap - Hub – baskytara - Kamal Gray – klávesy - Scratch – beatbox - Dice Raw – rap - Rahzel – beatbox |  |
| 2000 | 2001–2002 | 2003–2006 | 2007–2010 | 2011-2016 | 2017-dosud |  |
| - Black Thought – rap - Questlove – bicí - Hub – baskytara - Kamal Gray – klávesy - Scratch – beatbox - Ben Kenney – kytara - Dice Raw – rap | - Black Thought – rap - Questlove – bicí - Hub – baskytara - Kamal Gray – klávesy - Scratch – beatbox - Ben Kenney – kytara - F. Knuckles – perkuse | - Black Thought – rap - Questlove – bicí - Hub – baskytara - Kamal Gray – klávesy - Martin Luther – vokály - Captain Kirk – kytara - F. Knuckles – perkuse | - Black Thought – rap - Questlove – bicí - Owen Biddle – baskytara - Kamal Gray – klávesy - Tuba Gooding Jr. – suzafon - Captain Kirk – kytara - F. Knuckles – perkuse | - Black Thought – rap - Questlove – bicí - Mark Kelley – baskytara - Kamal Gray – klávesy - Tuba Gooding Jr. – suzafon - Captain Kirk – kytara - F. Knuckles – perkuse | - Black Thought – rap - Questlove – bicí - Mark Kelley – baskytara - Kamal Gray – klávesy - Tuba Gooding Jr. – suzafon - Captain Kirk – kytara - Ian Hendrickson-Smith – flétna, saxofon - David Guy – trumpeta - Stro Elliot – beatbox, perkuse - Jeremy Ellis – beatbox, samplování |  |

## Diskografie

### Studiová alba
| Rok  | Album                                                                          | Nejvyšší umístění v hitparádě | Nejvyšší umístění v hitparádě | Nejvyšší umístění v hitparádě | Certifikace              |
| Rok  | Album                                                                          | US 200                        | US R&B/ Hip-Hop               | UK                            | Certifikace              |
| ---- | ------------------------------------------------------------------------------ | ----------------------------- | ----------------------------- | ----------------------------- | ------------------------ |
| 1993 | Organix - Vydáno: 19. května 1993 - Vydavatel: Remedy                          | -                             | 93                            | -                             | US: /                    |
| 1995 | Do You Want More?!!!??! - Vydáno: 17. ledna 1995 - Vydavatel: DGC              | 104                           | 22                            | -                             | US: /                    |
| 1996 | Illadelph Halflife - Vydáno: 24. srpna 1996 - Vydavatel: DGC                   | 21                            | 4                             | -                             | US: /                    |
| 1999 | Things Fall Apart - Vydáno: 23. února 1999 - Vydavatel: MCA                    | 4                             | 2                             | 84                            | US: platinová CAN: zlatá |
| 2002 | Phrenology - Vydáno: 26. listopadu 2002 - Vydavatel: MCA                       | 28                            | 11                            | 112                           | US: zlatá                |
| 2004 | The Tipping Point - Vydáno: 13. července 2004 - Vydavatel: Geffen              | 4                             | 2                             | 71                            | US: /                    |
| 2006 | Game Theory - Vydáno: 29. srpna 2006 - Vydavatel: Def Jam                      | 9                             | 5                             | 76                            | US: /                    |
| 2008 | Rising Down - Vydáno: 29. dubna 2008 - Vydavatel: Def Jam                      | 6                             | 3                             | 95                            | US: /                    |
| 2010 | How I Got Over - Vydáno: 29. června 2010 - Vydavatel: Def Jam                  | 6                             | 3                             | 111                           | US: /                    |
| 2011 | Undun - Vydáno: 6. prosince 2011 - Vydavatel: Def Jam                          | 17                            | 4                             | 178                           | US: /                    |
| 2014 | …And Then You Shoot Your Cousin - Vydáno: 13. května 2014 - Vydavatel: Def Jam | 11                            | 3                             | 111                           | US: /                    |

### Spolupráce
| Rok  | Album                                                                              | Nejvyšší umístění v hitparádě | Nejvyšší umístění v hitparádě | Nejvyšší umístění v hitparádě | Certifikace |
| Rok  | Album                                                                              | US 200                        | US R&B/ Hip-Hop               | UK                            | Certifikace |
| ---- | ---------------------------------------------------------------------------------- | ----------------------------- | ----------------------------- | ----------------------------- | ----------- |
| 2010 | Wake Up! (s John Legend) - Vydáno: 21. září 2010 - Vydavatel: GOOD Music, Columbia | 8                             | 3                             | -                             | US: /       |
| 2013 | Wise Up Ghost (s Elvis Costello) - Vydáno: 17. září 2013 - Vydavatel: Blue Note    | 16                            | -                             | 28                            | US: /       |

### Úspěšné singly
- 1996 – „What They Do“ (ft. Raphael Saadiq)
- 1998 – „You Got Me“ (ft. Erykah Badu a Eve)
- 2002 – „Break You Off“ (ft. Musiq Soulchild)
- 2004 – „Stay Cool“
- 2010 – „Let It Be“ (Jennifer Hudson a The Roots)